# لازار بوبوفيتش
لازار بوبوفيتش هو لاعب كرة قدم صربي في مركز الهجوم، ولد في 11 أبريل 1993 في Raška, Serbia ‏ في صربيا. شارك مع منتخب صربيا تحت 19 سنة لكرة القدم. أما مع النوادي، فقد لعب مع رادنيتشكي 1923 ‏.

## وصلات خارجية
- لازار بوبوفيتش على موقع قاعدة بيانات كرة القدم.إي يو (الإنجليزية)
- لازار بوبوفيتش على موقع Soccerway.com (الإنجليزية)